# قائمة الجامعات في بريطانيا
هذه قائمة بالجامعات في المملكة المتحدة (أبجديًا بالاسم الموضوعي). فيما يلي قوائم بالكليات الجامعية والهيئات الأخرى المعترف بها (المؤسسات التي تتمتع بصلاحيات منح الدرجات العلمية)، متبوعة بقائمة بالمؤسسات البائدة.

## ترتيب الجامعات أبجديًا
هذه القائمة تتبع قائمة الهيئات المعترف بها على موقع حكومة المملكة المتحدة. جميع المؤسسات المدرجة في هذه القائمة هي هيئات معترف بها ذات وضع جامعي، يشار إليها إما من خلال استخدامها لقب الجامعة في أسمائها في قائمة الهيئات المعترف بها أو بالرجوع إلى قاعدة بيانات مكتب الطلاب للجامعات القليلة التي تقوم بذلك لا تستخدم العنوان في أسمائهم. يتم سرد المؤسسات الأعضاء في جامعة لندن هنا إذا كانت تحمل وضعًا جامعيًا.
- جامعة القصيم
- جامعة أبردين.
- جامعة ابيرتاي.
- جامعة ابيريستويث.
- جامعة أنجليا روسكين، كامبريدج.
- جامعة أردن، جامعة خاصة، التعلم عن بعد والتعليم المدمج، لندن، برمنغهام، مانشستر، برلين
- جامعة أستون، برمنغهام.
- جامعة بانجور.
- جامعة باث.
- جامعة باث سبا.
- جامعة بيدفوردشير ولوتون وبدفورد.
- جامعة برمنجهام.
- جامعة برمنغهام سيتي.
- جامعة الأسقف جروسيتيست، لينكولن.
- جامعة بولتن.
- جامعة الفنون بورنماوث.
- جامعة بورنموث.
- جامعة BPP، خاصة.
- جامعة برادفورد.
- جامعة برايتون.
- جامعة بريستول.
- جامعة برونيل، أوكسبريدج ولندن،
- جامعة باكنغهام، خاصة،
- جامعة باكينجهامشير الجديدة، هاي ويكومب.
- جامعة كامبريدج.
- جامعة كانتربري كريست تشيرش، كانتربري، ثانيت، تونبريدج ويلز وتشاتام.
- جامعة كارديف متروبوليتان (جامعة ويلز معهد كارديف سابقًا).
- جامعة كارديف.
- جامعة تشيستر، تشيستر وارينغتون.
- جامعة تشيتشيستر.
- جامعة كوفنتري.
- جامعة كرانفايلد.
- جامعة الفنون الإبداعية، كانتربري، إبسوم، فارنام، ميدستون وروتشستر.
- جامعة كمبريا، كارلايل، لندن، لانكستر، بينريث وأمبليسايد.
- جامعة دي مونتفورت، ليستر.
- جامعة داربي.
- جامعة دندي.
- جامعة دورهام، دورهام و ستوكتون أون تيز.
- جامعة إيست أنجليا، نورويتش.
- جامعة شرق لندن.
- جامعة إيدج هيل، أورمسكيرك، لانكشاير.
- جامعة إدنبرة.
- جامعة ادنبره نابير.
- جامعة إسيكس وكولتشيستر وساوثيند أون سي.
- جامعة اكستر.
- جامعة فالماوث.
- جامعة جلاسكو.
- جامعة غلاسكو كالدونيان.
- جامعة جلوسيسترشاير، شلتنهام، جلوستر ولندن.
- جامعة غرينتش.
- جامعة هاربر آدمز، نيوبورت، شروبشاير.
- جامعة هارتبوري، جلوستر.
- جامعة هيريوت وات، إدنبرة وجالاشييل.
- جامعة هيرتفوردشاير، هاتفيلد.
- جامعة المرتفعات والجزر، إينفيرنيس (الحرم الجامعي الرئيسي)، إلجين، بيرث وعبر شمال وغرب اسكتلندا.
- جامعة هدرسفيلد وهيدرسفيلد وبارنسلي.
- جامعة هال.
- إمبريال كوليدج لندن.
- جامعة كيلي، ستافوردشاير.
- جامعة كنت وكانتربري وميدواي.
- جامعة كينجستون.
- جامعة سنترال لانكشاير، بريستون و بيرنلي.
- جامعة لانكستر.
- جامعة ليدز.
- جامعة ليدز للفنون.
- جامعة ليدز بيكيت.
- جامعة ليدز ترينيتي.
- جامعة ليستر.
- جامعة لينكولن، لينكولن، ريسهولمي وهولبيتش.
- جامعة ليفربول.
- جامعة ليفربول هوب.
- جامعة ليفربول جون مورس.
- جامعة لندن.
- جامعة لندن متروبوليتان.
- جامعة لندن ساوث بانك.
- جامعة مانشستر.
- جامعة مانشستر متروبوليتان.
- جامعة ميدلسكس، لندن.
- جامعة نيوكاسل.
- جامعة نيومان، برمنغهام.
- جامعة نورثهامبتون.
- جامعة نورثمبريا، نيوكاسل أبون تاين.
- جامعة نورويتش للفنون.
- جامعة نوتنجهام.
- جامعة نوتنجهام ترنت.
- الجامعة المفتوحة، ميلتون كينز (جامعة التعلم عن بعد مفتوحة الوصول).
- جامعة أكسفورد.
- جامعة أكسفورد بروكس.
- جامعة بليموث مارجون (جامعة سانت مارك وسانت جون سابقًا).
- جامعة بليموث.
- جامعة بورتسموث.
- جامعة الملكة مارغريت، إدنبره.
- جامعة كوينز بلفاست.
- جامعة رافينسبورن بلندن.
- جامعة ريدينغ.
- جامعة ريجنت لندن.
- جامعة روبرت جوردون، أبردين.
- جامعة روهامبتون، لندن.
- الجامعة الملكية الزراعية، سيرنسستر.
- جامعة سالفورد.
- جامعة شيفيلد.
- جامعة شيفيلد هالام.
- جامعة ساوث ويلز، اندماج جامعة ويلز، نيوبورت وجامعة غلامورغان.
- جامعة ساوثهامبتون.
- جامعة سولنت.

## المؤسسات الأعضاء في جامعة لندن
المؤسسات الأعضاء في جامعة لندن هي هيئات معترف بها كمؤسسات لها الحق في منح شهادات جامعة لندن.
- جامعة لندن، بيركبيك.
- معهد كورتولد للفنون.
- جامعة لندن، غولد سميث.
- معهد أبحاث السرطان.
- كلية لندن للاقتصاد والعلوم السياسية (LSE).
- جامعة لندن، كوين ماري.
- الأكاديمية الملكية للموسيقى.
- الكلية الملكية للطب البيطري.
- جامعة لندن، سانت جورج.
- كلية لندن الجامعية (UCL).

## المؤسسات الأخرى المعترف بها
يسرد هذا القسم المؤسسات التعليمية الأخرى التي تتمتع بصلاحيات منح الشهادات الخاصة بها ولكنها ليست جامعات (أو كليات جامعة لندن) ولا كليات جامعية.
- معهد دايسون للهندسة والتكنولوجيا.[4]
- مدرسة جيلدهول للموسيقى والدراما.
- مدرسة ليفربول للطب الاستوائي.
- مدرسة لندن متعددة التخصصات.[5]
- الكلية الجديدة للعلوم الإنسانية في نورث إيسترن (مملوكة لجامعة نورث إيسترن في الولايات المتحدة).
- الجامعة الأمريكية الدولية في لندن، ريتشموند.[2][6]
- كلية روز بروفورد للمسرح والأداء.
- الكلية الملكية للموسيقى.
- الكلية الملكية للفنون.
- المعهد الملكي في اسكتلندا.
- الكلية الملكية الشمالية للموسيقى.

### هيئات معترف بها يمكنها فقط منح درجات التأسيس
هذه المؤسسات هي هيئات معترف بها مع صلاحيات منح الدرجة التأسيسية فقط.
- كلية كورنوال.[7]
- معهد جريمسبي للتعليم العالي.
- كلية هال.
- كلية نيوكاسل.
- كلية وارويكشاير (WCG).